# لوفت‌اشترایت‌کرفته
لوفت‌اشترایت‌کرفته (به آلمانی: Luftstreitkräfte) (به‌معنای نیروی هوایی آلمان) که تا پیش از اکتبر ۱۹۱۶ میلادی با نام Fliegertruppen des deutschen Kaiserreiches (به‌معنای نیروی هوایی امپراطوری آلمان) شناخته می‌شد، نیروی هوایی ارتش آلمان در خلال جنگ جهانی اول (۱۹۱۴–۱۸) بود.